# Akari
Akari (česky Světlo), předstartovní označení Astro-F nebo IRIS (Infrared Imaging Survey) je japonská astronomická družice pro infračervenou oblast spektra. Postavil ji a provozuje ústav JAXA Institute of Space and Astronautical Science (ISAS), Sagamihara (Japonsko).

## Popis družice
Tříose stabilizovaná družice tvaru válce se služební sekcí tvaru nízkého osmibokého hranolu o celkové délce 3,7 m a s rozkládacím z boku připojeným panelem fotovoltaických baterií o rozpětí 5,5 m. V kryostatu chlazeném supratekutým héliem na 5.8 K je umístěn:
- zrcadlový dalekohled Ritchey-Chrétienova uspořádání s primárním zrcadlem z pozlaceného karbidu křemíku o průměru 710 mm (ohnisková délka 4,2 m, efektivní průměr apertury 685 mm, k němuž jsou připojeny následující přístroje:
  - infračervený fourierovský spektrometr FIS (Far-Infrared Surveyor) pro vzdálenou infračervenou oblast s Michelsonovým interferometrem v Martin-Pollotonově uspořádání, pracující ve 4 pásmech s detektory chlazenými Stirlingovým chladičem na 1.8 K:
    - 50 až 80 µm (rozlišení 30"/px);
    - 60 až 110 µm (rozlišení 30"/px);
    - 110 až 180 µm (rozlišení 50"/px);
    - 140 až 180 µm (rozlišení 50"/px);

  - infračervený kamerový systém IRC (InfraRed Camera System), který tvoří:
    - kamera pro blízkou infračervenou oblast NIR (Near InfraRed) (spektrální rozsah 1,7 až 5,5 µm, detektor InSb, zorné pole 9,5'×10,0', rozlišení 1,46"/px);
    - kamera pro bližší střední infračervenou oblast MIR-S [=Medium InfraRed - Shorter Wavelenght] (spektrální rozsah 5,8 až 14,1 µm, detektor Si:As, zorné pole 9,1'×10,0', rozlišení 2,34"/px);
    - kamera pro vzdálenější střední infračervenou oblast MIR-L [=Medium InfraRed - Longer Wavelenght] (spektrální rozsah 12,4 až 26,5 µm, detektor Si:As, zorné pole 10,3'×10,2', rozlišení 2,51"×2,39"/px);

## Hlavní úkoly
- studium protogalaxií;
- studium vzniku a vývoje galaxií;
- studium životního cyklu hvězd;
- studium zániku průběhu zániku hvězd;
- hledání hnědých trpaslíků;
- hledání a studium protoplanetárních disků;
- hledání nových komet.

Pro chlazení detektorů spektrometru a kamer nese na palubě zásobu 170 litrů supratekutého helia.
K navedení na výslednou dráhu je družice vybavena vlastním apogeovým motorem.
Předpokládaná doba aktivní životnosti daná spotřebou helia je 550 dní (1,5 roku).

## Průběh letu
Družice byla vypuštěna 21. února 2006 z kosmodromu Učinoura nosnou raketou typu M-V na výchozí oběžnou dráhu ve výši 301 až 718 km, s dobou oběhu 94,28 min a sklonem k rovníku 98,19° Plánuje se, že bude později navedena vlastním motorem na operační heliosynchronní dráhu ve výši 745 km.